# Paul Kruger (écrivain)
Pour les articles homonymes, voir Paul Krüger, Harry Davis, Kruger et Davis.
Paul Kruger, pseudonyme de la poétesse Roberta Elizabeth (Betty) Sebenthall, née le 6 janvier 1917 à Eau Claire, Wisconsin, et morte le 27 janvier 1979 à Mount Horeb (Wisconsin), est un auteur américain de roman policier. Elle a également publié des fictions policières sous le pseudonyme Harry Davis.

## Biographie
Pendant toute sa carrière, elle publie sous son nom de la poésie moderne dans plusieurs revues littéraires. En 1949, elle s'essaie sans succès au roman avec The Desperate Wall.  Pour s’assurer un revenu, elle adopte alors les pseudonymes de Harry Davis, puis de Paul Kruger, pour publier des romans policiers.  Cinq de ses romans signés Paul Kruger mettent en scène le détective privé Paul Kramer.
Pour son œuvre poétique, elle reçoit en 1970 le National Endowment for the Arts dans la catégorie poésie/fiction. The Journey Home, une anthologie posthume de ses poèmes, est parue en 1989.

## Œuvre

### Romans

#### SériePhil Kramer
- Weep for Willow Green (1966) Publié en français sous le titre  Cent cinquante mille dollars, Paris, Librairie des Champs-Élysées, Le Masque no 1224, 1972 ; réédition, Paris, Librairie des Champs-Élysées, Le Club des Masques no 436, 1981
- If The Shroud Fits (1968) Publié en français sous le titre Brelans de femmes, Paris, Librairie des Champs-Élysées, Le Masque no 1192, 1971 ; réédition, Paris, Librairie des Champs-Élysées, Le Club des Masques no 513, 1983
- The Finish Line (1968) Publié en français sous le titre L’Amour et les Dollars, Paris, Librairie des Champs-Élysées, Le Masque no 1217, 1972
- The Bronze Claws (1972) Publié en français sous le titre Au bar des causes perdues, Paris, Librairie des Champs-Élysées, Le Masque no 1275, 1973 ; réédition, Paris, Librairie des Champs-Élysées, Le Club des Masques no 463, 1982
- The Cold Ones (1972). Publié en français sous le titre La Haine et les Dollars, Paris, Librairie des Champs-Élysées, Le Masque no 1318, 1974 ; réédition, Paris, Librairie des Champs-Élysées, Le Club des Masques no 399, 1980

#### Autres romans
- Bullet for a Blonde (1958), aussi publié sous le pseudonyme Harry Davis
- Dig Her a Grave (1960) Publié en français sous le titre Il manquait une tombe, Paris, Éditions de Trévise, coll. « Le Cachet » no 22, 1961
- Bedroom Alibi (1961)
- A Message for Marise (1963) Publié en français sous le titre Un message de Marise, Paris, Gallimard, Série noire no 910, 1965
- Weave a Wicked Web (1967) Publié en français sous le titre Une famille respectable, Paris, Librairie des Champs-Élysées, Le Masque no 1208, 1971 ; réédition, Paris, Librairie des Champs-Élysées, Le Club des Masques no 363, 1979

#### Romans signés Harry Davis
- Portrait of Rene (1956) Publié en français sous le titre Portrait en rouge d’une inconnue, Paris, Fayard, L'Aventure criminelle no 6, 1956
- My Brother’s Wife (1956) Publié en français sous le titre La Femme de mon frère, Paris, Fayard, L'Aventure criminelle no 19, 1957

#### Roman non-policier signé Roberta E. Sebenthall
- The Desperate Wall (1949)

### Poésie

#### Recueil de poème signé Roberta E. Sebenthall
- Acquainted with a Chance of Bobcats (1969)
- Voyages to the Inland Sea (1973), avec Thomas McGrath et Robert Dana
- Anatomy of December (1978)
- The Journey Home (1989), anthologie posthume